# Phellinus dingleyae
Phellinus dingleyae är en svampart som beskrevs av P.K. Buchanan & Ryvarden 2000. Phellinus dingleyae ingår i släktet Phellinus och familjen Hymenochaetaceae.   Inga underarter finns listade i Catalogue of Life.